# Нахдатул Улама
Нахдату́л Ула́ма, Нахдлату́л Ула́ма (индон. Nahdatul Ulama, Nahdlatul Ulama от араб. نهضة العلماء‎ — «Возрождение учёных») — крупное мусульманское (суннитское) объединение в Индонезии. Было основано 31 января 1926 года в результате выхода из организации Мухаммадия наиболее радикально настроенных членов. В 1965 году после прихода к власти генерала Сухарто Нахдатул Улама поддержала массовые репрессии против индонезийских коммунистов, однако, вскоре организация перешла в оппозицию к режиму Сухарто. В 1984 году Абдуррахман Вахид, внук основателя Нахдатул Улама Хашима Ашари, стал руководителем организации, унаследовав этот пост от своего отца. Вахид принёс формальные извинения за участие Нахдатул Улама в событиях 1965 года. В 1999 году он был избран президентом Индонезии.
Нахдатул Улама является одной из самых больших независимых исламских организаций в мире. По некоторым оценкам, в ней состоит более 30 миллионов членов. Организация занимается благотворительной деятельностью, помогая правительству осуществлять социальные программы; она осуществляет помощь школам, больницам, сельским общинам и ветеранам боевых действий.

## Основание организации
Нахдатул Улама была основана в 1926 году ортодоксальными мусульманами, вышедшими из организации Мухаммадия. Причиной раскола Мухаммадии стала позиция руководства этой организации, наряду с исламом поддерживающего доисламские традиционные яванские верования. Основателем организации был Хашим Ашари (индон. Hasjim Asjari), руководитель мусульманской религиозной школы в Восточной Яве. Позже, даже после расширения сферы деятельности Нахдатул Улама, её главной базой оставалась Восточная Ява. В 1928 году Нахдатул Улама стала использовать яванский язык в своих проповедях наряду с арабским.

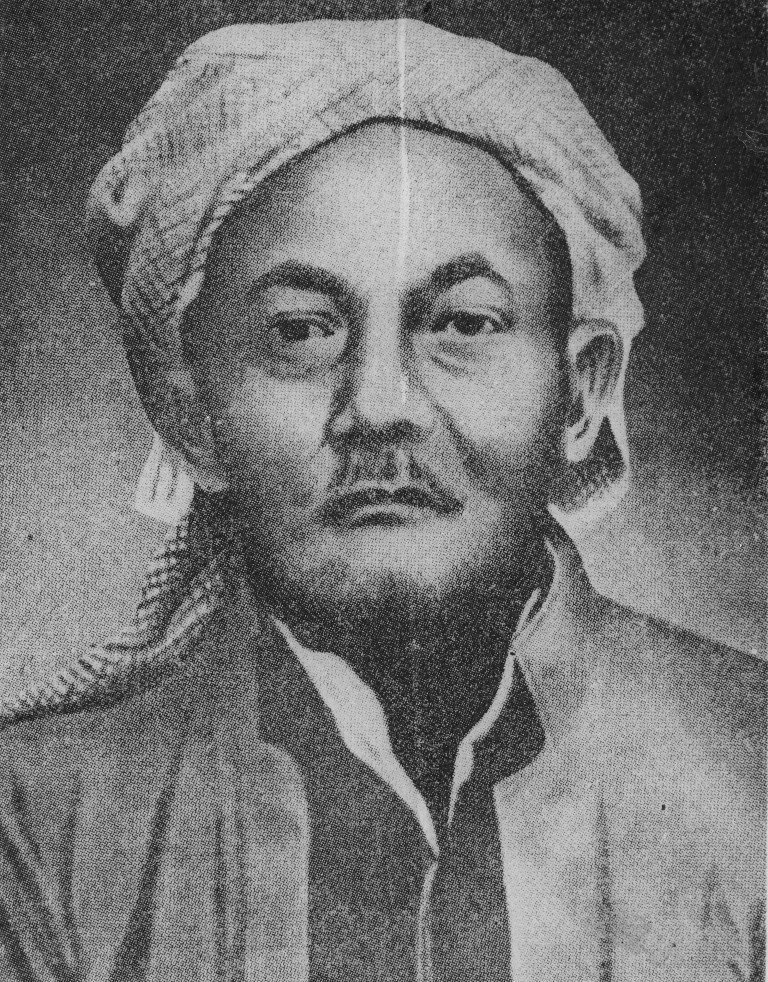
Хашим Ашари — основатель Нахдатул Улама

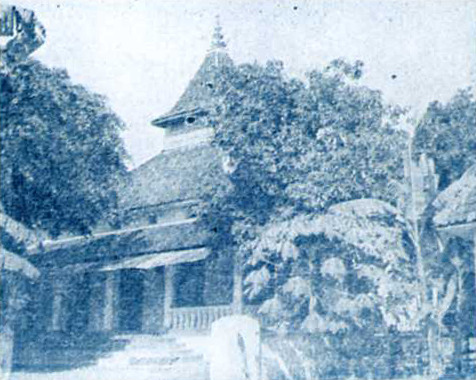
Мечеть Джомбанг — место, где была основана организация Нахдатул Улама

В 1937 году, несмотря на плохие отношения между Нахдатул Улама и Мухаммадией, две организации создали дискуссионный форум — Верховный исламский совет Индонезии (индон. Majlis Islam A'laa Indonesia, MIAI), через некоторое время к нему присоединились другие исламские организации. В сентябре 1942 года, после японской оккупации Индонезии, в Джакарте была созвана конференция исламских лидеров. Японцы хотели заменить Верховный исламский совет более удобной для них организацией; на конференции в руководящие органы Совета были избраны члены Индонезийского исламского союза, через год Совет был распущен, его преемником стала организация Машуми. К этому Хашим Ашари оставался номинальным руководителем Нахдатул Улама, но фактически ей управлял его сын Вахид Хашим (индон. Wahid Hasyim).
В 1945 году Сукарно и Мохаммад Хатта провозгласили независимость Индонезии. Во время войны за независимость Индонезии Нахдатул Улама объявила борьбу с голландскими колонизаторами священной войной, обязательной для каждого мусульманина. Среди партизанских отрядов, сражавшихся против голландцев, были отряды Хизбуллах (индон. Hizbullah) и Сабиллилах (индон. Sabillilah), подчинявшиеся Нахдатул Улама.

## Деятельность в качестве политической партии

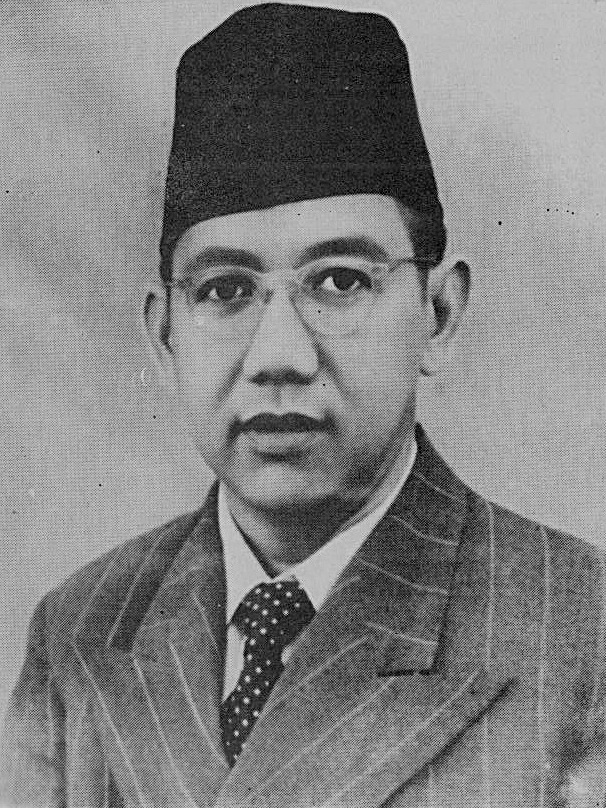
Вахид Хашим

Вскоре после признания независимости Индонезии Нахдатул Улама вошла в состав Машуми на правах коллективного члена. Тогдашнее руководство организации практически не имело политического опыта, за исключением Вахида Хашима, назначенного министром по делам религии. Руководство Нахдатул Улама было недовольно понижением своего влияния внутри Машуми, особенно после съезда Машуми в 1949 году, на котором было принято решение о реорганизации религиозного совета партии, в котором Нахдатул Улама имела большое влияние. Два года спустя общественная организация паломников, совершивших хадж, потребовала премьер-министра Натсира вновь назначить Вахида Хашима министром по делам религии в новом кабинете. После отставки Натсира и вызванного ей правительственного кризиса Нахдатул Улама предъявила руководству Машуми ряд требований, в частности — арест Натсира, в случае их невыполнения угрожая выйти из Машуми. 5 апреля 1952 года, через несколько дней после назначения нового правительства во главе с Натсиром, Нахдатул Улама объявила о выходе из Машуми. Три месяца спустя члены организации были исключены из советов Машуми, была создана новая организация — Индонезийская мусульманская лига, в состав которой вошла Нахдатул Улама, Индонезийский исламский союз и несколько более мелких организаций, её лидером стал Хашим.
В период либеральной демократии члены Нахдатул Улама часто занимали посты в правительстве. В первом кабинете Али Састроамиджойо у партии было три портфеля, член Нахдатул Улама Заинул Афирин (индон. Zainul Arifin) был вторым заместителем премьер-министра. 12 августа 1955 года, после отставки правительства Састроамиджойо часть членов Нахдатул Улама, имевшие разногласия с руководством партии, вошли в состав нового кабинета Бурхануддина Хахарапа, где получили портфели министра внутренних дел и министра по делам религии.
29 сентября 1955 года в Индонезии прошли первые парламентские выборы. Нахдатул Улама заняла на них третье место, уступив только Национальной партии Индонезии и Машуми и получив 6 955 141 голос (18,4 %). Партия получила 45 мест в Совете народных представителей, до выборов она имела там только 8 мест. Выборы показали, что Нахдатул Улама была самой влиятельной партией Восточной Явы, в этом регионе она получила 85,6 % голосов. На выборах Машуми представляла в основном интересы городских избирателей, тогда как Нахдатул Улама — сельских избирателей острова Ява. Три месяца спустя состоялись выборы в Учредительное собрание, перед которым стояла задача принять новую конституцию взамен временной конституции 1950 года, на выборах Нахдатул Улама получила 91 из 514 мест.
В 1950-е годы Нахдатул Улама видела Индонезию исламским государством и выражала недовольство президентом Сукарно, который в своём выступлении в 1953 году отверг эту идею. Три года спустя партия осудила концепцию Сукарно о «направляемой демократии» и его желание ввести в состав правительства представителей Коммунистической партии. 2 марта 1957 года было подавлено восстание Перместа; среди требований повстанцев было восстановление Мохаммада Хатты на посту вице-президента, это требование было поддержано Нахдатул Улама. Тем временем, в Учредительном собрании партия объединилась с Машуми, Индонезийским исламским союзом, Партией исламского воспитания и другими партиями в Исламский блок, который потребовал провозглашения Индонезии исламским государством. Блоку принадлежало 44,8 % всех мест в Учредительном собрании, однако, ни один из блоков не имел подавляющего большинства; в связи с этим работа над новой конституцией зашла в тупик. Учредительное собрание было распущено декретом Сукарно 5 июля 1959 года, одновременно была восстановлена конституция 1945 года, провозглашающая основой идеологии Индонезии принципы Панча Сила.
В 1960 году Сукарно запретил партию Машуми, объявив о её причастности к восстаниям 1957 и 1958 годов. Нахдатул Улама удалось избежать запрета. Партия видела в индонезийской компартии, пропагандирующей атеизм, угрозу обществу, и боролась с ней за влияние на бедные слои населения. Пять лет спустя, после переворота 30 сентября 1965 года, молодёжная организация Нахдатул Улама, Ансор и активисты студенческой ассоциации HMI во главе с предпринимателем Субханом ЗЭ, участвовала в репрессиях против коммунистов. Активисты Нахдатул Улама участвовали в деятельности антикоммунистического Координационного комитета мусульманских организаций.
В 1971 году новый президент Сухарто назначил выборы в парламент. Несмотря на поддержку Нахдатул Улама правительством, партия получила 10 213 650 голосов (18,67 %) — меньше, чем в 1955 году. Между правительством Сухарто и радикальным крылом Нахдатул Улама во главе с Субханом ЗЭ возник острый конфликт, разрешившийся только с гибелью Субхана ЗЭ при невыясненных обстоятельствах. В 1973 году партию «обязали» войти в состав Партии единства и развития.
На выборах 1977 и 1982 годов эта партия занимала второе место после правительственной партии Голкар. В 1984 году Абдуррахман Вахид (также известный как Гус Дур — индон. Gus Dur), новый председатель Нахдатул Улама и сын Вахида Хашима, объявил о выходе его организации из Партии единства и развития из-за неудовлетворённости степенью её влияния в партии. После отделения Нахдатул Улама влияние партии значительно ослабло, на выборах 1987 года она получила 16 % голосов, тогда как в 1982 году — 28 %. Однако, Нахдатул Улама больше не участвовала в политической жизни страны, сосредоточившись на деятельности в качестве религиозной и общественной организации.

## Нахдатул Улама в 1984—1997 годах

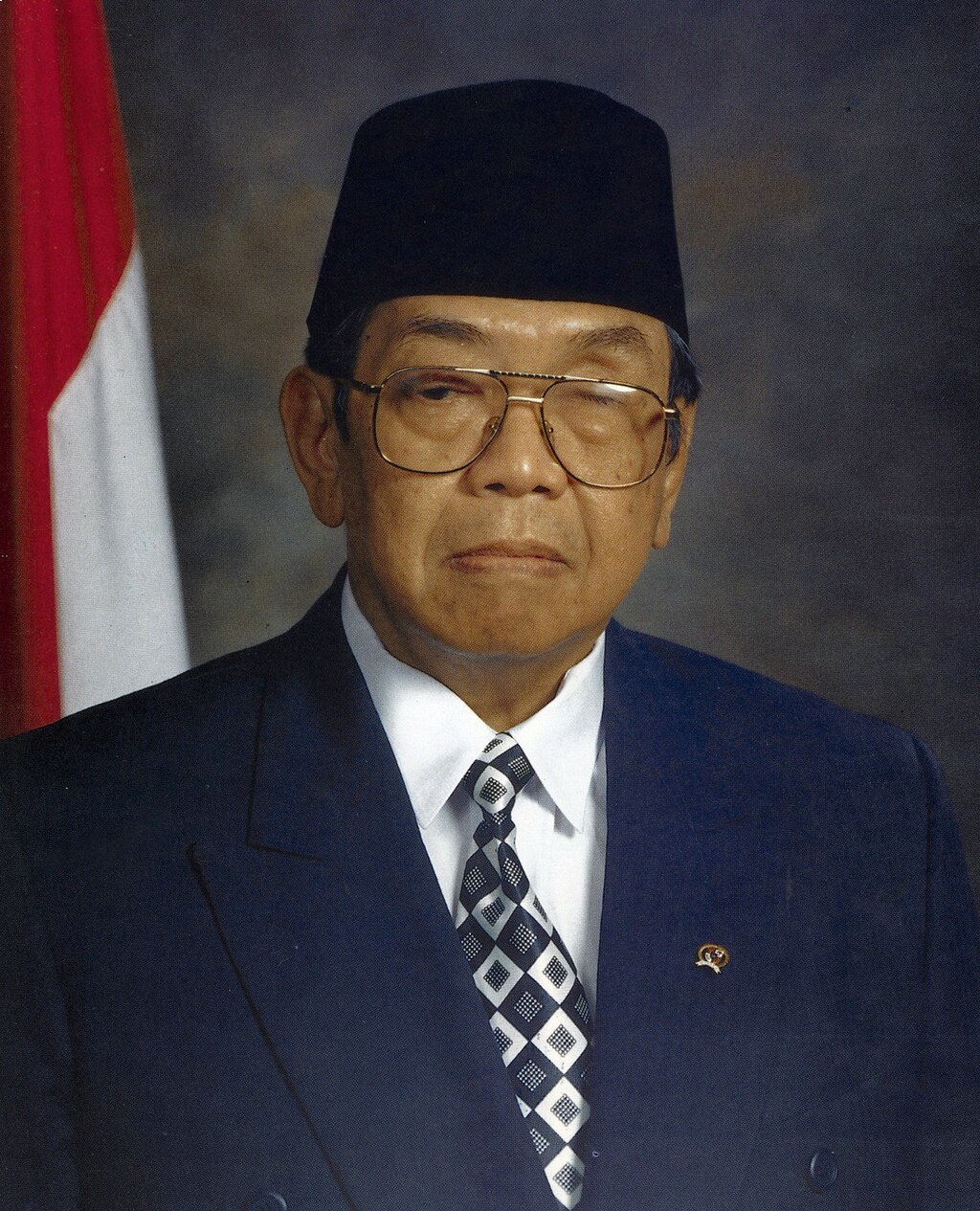
Абдуррахман Вахид — лидер Нахдатул Улама в 1984—1999 годах, президент Индонезии в 1999—2001 годах

В 1984 году правительство Сухарто объявило о поддержке всех организаций, принимающих государственную идеологию Панча Сила. Вахид назвал Панча Сила «благородным компромиссом» для мусульман. В 1989 году он был переизбран на пост председателя Нахдатул Улама; на этом посту он оставался до своего избрания президентом в 1999 году.
В 1990 году Нахдатул Улама сотрудничала с Банком Суматры в деле создания банковской системы в сельской местности. Сухарто не одобрил этой инициативы, к тому же банком руководила христианская семья этнических китайцев, что вызывало недовольство многих мусульман-членов Нахдатул Улама. В конечном итоге, спустя два года банк обанкротился из-за неумелого управления финансами. Гус Дур подвергался нападкам со стороны режима за организацию многочисленным митингов на стадионе Джакарты перед выборами 1992 года, якобы в поддержку Панча Сила. В результате Вахид был приглашён на встречу к Прабово Субианто, зятю Сухарто и командующему войсками, размещёнными в Джакарте. На встрече с Субианто он был предупреждён о недопустимости действий, идущих вразрез с курсом правительство, однако при этом заявил, что будет заниматься политикой настолько, насколько она связана с религией, пригрозив покинуть пост председателя организации. Правительству было невыгодна смена руководства в Нахдатул Улама, поэтому оно пошло на уступки Вахиду.

## Нахдатул Улама после отставки Сухарто
После отставки Сухарто новым президентом Индонезии стал бывший вице-президент Бухаруддин Юсуф Хабиби. В июле 1998 года Гус Дур объявил об основании Партии национального пробуждения (индон. Partai Kebangkitan Bangsa, PKB). 10 ноября Вахид встретился с ведущими сторонниками реформ — Мегавати Сукарнопутри, Амьеном Райсом и султаном Хаменгкубувоно X. Эти политические деятели составили так называемую «Сиганджурскую четвёрку», названную так по месту, где был расположен дом Вахида. «Сиганджурская четвёрка» выпустила декларацию, в которой требовала признать правительство Хабиби временным, провести выборы и отстранить армию от политической жизни. В 1999 году на сессии Народного консультативного конгресса Абдуррахман Вахид был избран президентом Индонезии, спустя два года он был смещён с этого поста.
На съезде Нахдатул Улама, состоявшемся в 2010 году в Макасаре, было принято решение о запрете членам организации занимать политические посты; члены Нахдатул Улама обязались избегать вовлечения организации в политическую деятельность в будущем.

## Структура организации и её цели
Сейчас Нахдатул Улама занимается, в основном, религиозным обучением мусульман. Под опекой этой организации находятся 6 830 исламских школ и 44 религиозных университета, экономические и сельскохозяйственные учебные заведения. Организация проводит активную социальную политику, в частности, занимается вопросами планирования семьи.
Высшим руководящим органом Нахдатул Улама является Высший Совет (индон. Syuriah), кроме него действует также Исполнительный Совет (индон. Tanfidziyah). Консультативный Совет (индон. Tanfidziyah) координирует деятельность обоих советов. На съезде организации в 2010 году председателем Высшего Совета на срок до 2015 года был избран Сахал Махфудз (индон. Sahal Mahfudz). В подчинении Исполнительного Совета находятся провинциальные советы организации, автономные институты и комитеты. Низшим звеном структуры Нахдатул Улама являются местные сельские советы.